# Старе Боришево
Старе Боришево (пол. Stare Boryszewo) — село в Польщі, у гміні Радзаново Плоцького повіту Мазовецького воєводства.
Населення — 210 осіб (2011).
У 1975-1998 роках село належало до Плоцького воєводства.

## Демографія
Демографічна структура станом на 31 березня 2011 року:
|          | Загалом | Допрацездатний вік | Працездатний вік | Постпрацездатний вік |
| -------- | ------- | ------------------ | ---------------- | -------------------- |
| Чоловіки | 120     | 38                 | 77               | 5                    |
| Жінки    | 90      | 13                 | 67               | 10                   |
| Разом    | 210     | 51                 | 144              | 15                   |